# Reggie Harrison
Reggie Harrison é um ex-jogador profissional de futebol americano estadunidense

## Carreira
Reggie Harrison foi campeão da temporada de 1975 da National Football League jogando pelo Pittsburgh Steelers.